# Piotr Lewiński
Piotr Lewiński (ur. 1 marca 1915 w Wieliczce, zm. 22 stycznia 1991) – polski kolejarz i polityk, minister komunikacji w latach 1963–1969.

## Życiorys
Syn Piotra i Julii. Pracownik Polskich Kolei Państwowych od 1935. Podczas II wojny światowej był członkiem Armii Krajowej - współorganizował tajne kursy podchorążych. Po wyzwoleniu ponownie pracował w PKP, gdzie zaczynał od stanowiska starszego kontrolera ruchu, w latach 1960–1963 pełnił funkcję dyrektora Dyrekcji Okręgowej Kolei Państwowych w Krakowie.
W 1948 wstąpił do Polskiej Zjednoczonej Partii Robotniczej. Od 1963 do 1969 był ministrem komunikacji. Wieliczanie zawdzięczają mu między innymi elektryfikację odcinka linii kolejowej Bieżanów-Wieliczka. Z jego inicjatywy powstał w 1966 w Warszawie Klub Przyjaciół Wieliczki. Jako jego długoletni prezes Lewiński angażował się w działalność społeczną na rzecz miasta, zainicjował jego gazyfikację, rozbudowę sieci dróg (w tym obwodnicę) oraz uruchomienie nowych połączeń autobusowych.
Posiadał stopień naukowy doktora inżyniera nauk technicznych.
Jego 14-letni syn Stanisław zginął 2 kwietnia 1969 w katastrofie lotniczej koło Zawoi.
Pochowany na cmentarzu komunalnym w Wieliczce (H/1/2).

## Odznaczenia
- Order Sztandaru Pracy I klasy (1964)[2]
- Srebrny Krzyż Zasługi (1954)[3]
- Brązowy Krzyż Zasługi (1946)[4]
- Medal 10-lecia Polski Ludowej (1955)[5]
- Odznaka 1000-lecia Państwa Polskiego (1966)[6]
- Odznaka honorowa „Za zasługi w rozwoju województwa koszalińskiego” (1967)[7]
- Zasłużony dla Wieliczki
- Tytuł „Zasłużony Kolejarz ZSRR” (ZSRR, 1968)[8]
- inne odznaczenia